# Mara Branković
Mara Branković, nota anche come Mara Despina Hatun e in Europa come Sultana Maria, Sultanina o Amerissa (in serbo Мара Бранковић?; Vučitrn, 1420 – Costantinopoli o Ježevo, 14 settembre 1487), è stata una principessa serba, figlia del despota di Serbia Đurađ Branković e di Irene Cantacuzena, nonché consorte del sultano ottomano Murad II e "madre adottiva" e consigliera del suo successore, Mehmed II il Conquistatore, ruolo che la portò a diventare membro di spicco fra i filo-ottomani balcanici e una delle donne più influenti del XV secolo.

## Origini
Mara Branković nacque nel 1420 a Vučitrn, nel despotato di Serbia (oggi Kosovo). Era la quintogenita e prima femmina dei sei figli di Đurađ Branković, despota di Serbia, e di sua moglie Irene Cantacuzena, principessa bizantina.

## Matrimonio

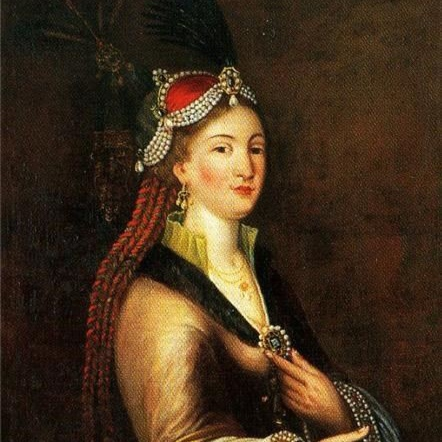
Ritratto ideale di Mara Despina Hatun

Mara fu offerta come consorte al sultano ottomano Murad II (1403-1451) nel giugno 1431, nel tentativo di scongiurare la sua invasione della Serbia, e il matrimonio fu celebrato a Edirne il 4 settembre 1435, con la clausola che Mara non si sarebbe convertita all'Islam, ma sarebbe rimasta cristiana. Mara portò in dote i territori serbi di Dubočica e Toplica, e fu scortata alle sue nozze da Saruca Pasha. Dopo il matrimonio, Mara divenne nota fra gli ottomani come Despina Hatun, dal greco Despoina, ovvero "signora, padrona", in riferimento alle sue origini nobiliari, mentre in Europa veniva chiamata Amerissa, Sultana Maria o Sultanina.
Mara venne ben accolta dalla corte e dal nuovo marito. Giudicata "bella nel corpo e nell'anima", divenne rapidamente la consorte preferita di Murad, che per lei esiliò a Bursa la sua precedente favorita, Hatice Halime Hatun, con cui Mara era entrata in contrasto. Tuttavia, il matrimonio non fu mai consumato, perché all'epoca di Murad i sultani ottomani, in una posizione di vantaggio rispetto ai regni vicini, avevano smesso di consumare le unioni con nobildonne provenienti da famiglie regnanti, per timore che, nel caso di nascita di un figlio, queste tentassero di usarlo per influenzare la successione o la politica ottomana. Ben presto però Murad si stancò di Mara e fra l'autunno 1436 e la primavera 1437 la esiliò a sua volta a Bursa, richiamando al contempo Halime. A Bursa, Mara si legò a Şehzade Mehmed (il futuro Mehmed II), uno dei figli di Murad che si trovava a Bursa con sua madre, Hüma Hatun, per servire come governatore. A causa della sua caduta in disgrazia presso Murad, non fu in grado di intervenire a favore di suo fratello Grgur, che nel 1441, accusato di complotto contro il sultano, fu destituito da governatore della Serbia meridionale, carica che Murad gli aveva assegnato nel 1439 dopo aver conquistato la Serbia, e venne imprigionato ad Amasya, dove fu accecato l'8 maggio, prima di essere rimandato in Serbia. Tuttavia, fu anche grazie al suo lavoro di mediatrice che il 12 giugno 1444 Ungheria, Polonia, Serbia e l'Impero Ottomano firmarono a Edirne una tregua di dieci anni.
Alla fine, Mara fu rimandata dai suoi genitori, e si trovava lì al momento della morte di Murad, nel febbraio 1451, e della successiva ascesa di Mehmed. Poco dopo ricevette una proposta di matrimonio da parte dell'imperatore bizantino Costantino XI, ma la rifiutò, dichiarando che aveva fatto voto a Dio che, se l'avesse liberata da suo marito, non si sarebbe risposata e avrebbe invece dedicato la vita al suo servizio.

## Regno di Mehmed II

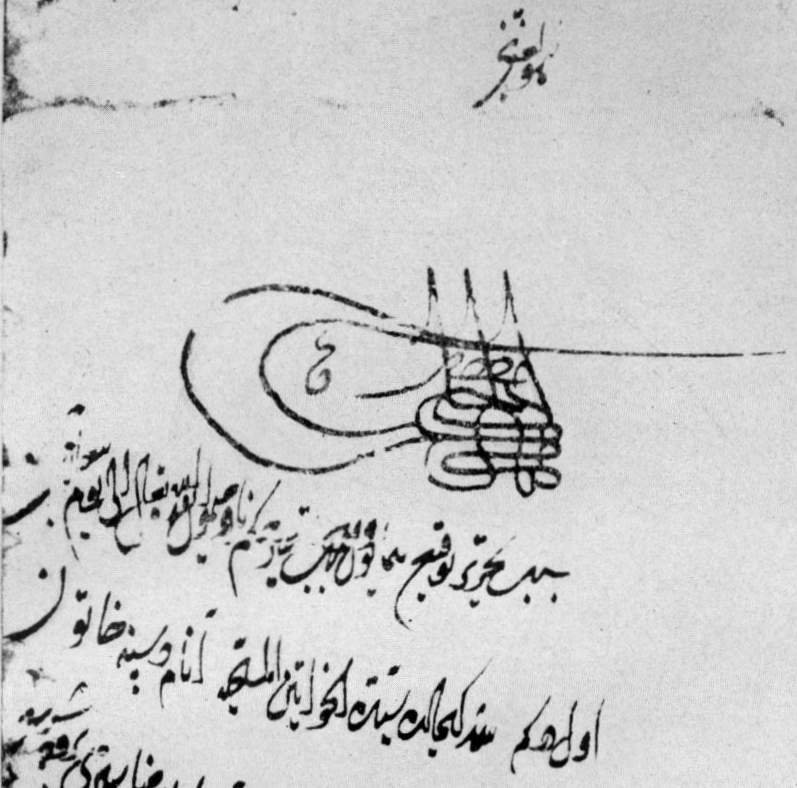
Lettera di Mehmed II a Mara Despina Hatun, datata 1459, nella quale la chiama "mia madre, Despina Hatun"

Dopo la morte di suo padre a dicembre 1456, Mara, che credeva fosse stato avvelenato da suo fratello Lazar, scrisse a Mehmed II, ora sultano, che aveva conquistato Costantinopoli nel 1453 e posto fine all'Impero bizantino, il cui ultimo imperatore fu proprio Costantino XI, per chiedere asilo insieme alla madre e al fratello Grgur. Tuttavia, anche Irene morì improvvisamente a maggio 1457 e Grgur fu forzato a prendere i voti, così Mara, temendo per la sua stessa vita, fuggì da sola a Costantinopoli, dove godette della stima e del rispetto di Mehmed e occupò un posto di riguardo come Valide Hatun del sultano in quanto sua "madre adottiva" (Hüma Hatun era morta nel 1449, e Mehmed per tutto il suo regno si rivolse a Mara come a sua madre sia in privato che in pubblico, compresi i documenti ufficiali del suo regno), e sua consigliera ufficiosa, unica donna a cui fu permesso avere voce politica durante l'intero regno di Mehmed. Ottenne inoltre il permesso di fondare una sua corte a Ježevo, l'odierna Dafni, vicino Serres, che divenne un punto di raccolta per nobili serbi esiliati e filo-ottomani, oltre a un laboratorio scrittorio e artigianale, e le furono assegnati diversi grandi monasteri con tutte le loro rendite. Qui Mara venne raggiunta dalla sorella Caterina, e insieme agirono come mediatrici fra Costantinopoli e Venezia nell'ambito della prima guerra turco-veneziana, e nel 1471 Mara in persona accompagnò l'ambasciatore veneziano al cospetto del Sultano. I suoi sforzi, e quelli simmetrici di sua sorella a Venezia, contribuirono infine alla firma del trattato di Costantinopoli. Nel 1475, commentò pubblicamente il risultato della battaglia di Vaslui, dichiarandola la peggior sconfitta per gli ottomani in tutta la loro storia.
Mara fu anche un'importante promotrice della chiesa ortodossa, giudicata instancabile nel suo dovere percepito di sostenere i cristiani, soprattutto ortodossi, che vivevano in terra mussulmana. Oltre a vedesi accordata da Mehmed piena libertà nella nomina del patriarca di Costantinopoli, carica che fece assegnare al suo protetto Dioniso, nel 1469 acconsentì a ordinare il trasferimento da Veliko Tarnovo al monastero di Rila delle reliquie di Giovanni di Rila, e infine chiese e ottenne dal sultano privilegi speciali per i greco-ortodossi delle comunità di Gerusalemme e Athos.

## Ultimi anni e morte
Mara sopravvisse al regno di Mehmed II, morto nel 1481, e continuò a occupare un posto d'onore alla corte di suo figlio ed erede Bayezid II, anche se non sembra continuò ad avere un ruolo politico attivo.
Morì a Costantinopoli o a Ježevo il 14 settembre 1487 e venne sepolta nel Monastero di Santa Maria Eikosifoinissa.

## Cultura popolare
- Mara è il soggetto della composizione musicale Mara Despina del musicista turco Can Atilla (2005)[11].
- Mara è un personaggio del docu-dramma Netflix Rise of Empires: Ottoman (2020)[12][13].
- La costa fra Salonicco e la penisola di Cassandra è soprannominata, in suo onore, Kalamarija ("Buona Maria").

## Ascendenza
|                               |                    |                         | Genitori             |  |  | Nonni |  |  | Bisnonni          |  |  | Trisnonni |  |
|                               |                    |                         |                      |  |  |       |  |  | Branko Mladenović |  |  | Mladen    |  |
|                               |                    |                         |                      |  |  |       |  |  | Branko Mladenović |  |  | Mladen    |  |
|                               |                    | …                       |                      |  |  |       |  |  | Branko Mladenović |  |  |           |  |
| Vuk Branković                 |                    |                         |                      |  |  |       |  |  | Branko Mladenović |  |  |           |  |
|                               |                    | …                       | …                    |  |  |       |  |  |                   |  |  |           |  |
|                               |                    | …                       | …                    |  |  |       |  |  |                   |  |  |           |  |
|                               |                    | …                       | …                    |  |  |       |  |  |                   |  |  |           |  |
| Đurađ Branković               |                    | …                       |                      |  |  |       |  |  |                   |  |  |           |  |
|                               |                    | Lazar Hrebeljanović     | Pribac Hrebeljanović |  |  |       |  |  |                   |  |  |           |  |
|                               |                    | Lazar Hrebeljanović     | Pribac Hrebeljanović |  |  |       |  |  |                   |  |  |           |  |
|                               |                    | Lazar Hrebeljanović     | …                    |  |  |       |  |  |                   |  |  |           |  |
| Mara Lazarević                |                    | Lazar Hrebeljanović     |                      |  |  |       |  |  |                   |  |  |           |  |
|                               |                    | Milica di Serbia        | Vratko Nemanjić      |  |  |       |  |  |                   |  |  |           |  |
|                               |                    | Milica di Serbia        | Vratko Nemanjić      |  |  |       |  |  |                   |  |  |           |  |
|                               |                    | Milica di Serbia        | …                    |  |  |       |  |  |                   |  |  |           |  |
| Mara Branković                |                    | Milica di Serbia        |                      |  |  |       |  |  |                   |  |  |           |  |
|                               | Matteo Cantacuzeno | Giovanni VI Cantacuzeno |                      |  |  |       |  |  |                   |  |  |           |  |
|                               | Matteo Cantacuzeno | Giovanni VI Cantacuzeno |                      |  |  |       |  |  |                   |  |  |           |  |
|                               | Matteo Cantacuzeno | Irene Asanina           |                      |  |  |       |  |  |                   |  |  |           |  |
| Teodoro Paleologo Cantacuzeno | Matteo Cantacuzeno |                         |                      |  |  |       |  |  |                   |  |  |           |  |
|                               |                    | Irene Paleologa         | Demetrio Paleologo   |  |  |       |  |  |                   |  |  |           |  |
|                               |                    | Irene Paleologa         | Demetrio Paleologo   |  |  |       |  |  |                   |  |  |           |  |
|                               |                    | Irene Paleologa         | Teodora Comnena      |  |  |       |  |  |                   |  |  |           |  |
| Irene Cantacuzena             |                    | Irene Paleologa         |                      |  |  |       |  |  |                   |  |  |           |  |
|                               |                    | Giovanni Uroš           | Simeon Uroš          |  |  |       |  |  |                   |  |  |           |  |
|                               |                    | Giovanni Uroš           | Simeon Uroš          |  |  |       |  |  |                   |  |  |           |  |
|                               |                    | Giovanni Uroš           | Tommasa Orsini       |  |  |       |  |  |                   |  |  |           |  |
| Elena Ouresina Doucaina       |                    | Giovanni Uroš           |                      |  |  |       |  |  |                   |  |  |           |  |
|                               |                    | N. Radoslava            | Radoslav Hlapen      |  |  |       |  |  |                   |  |  |           |  |
|                               |                    | N. Radoslava            | Radoslav Hlapen      |  |  |       |  |  |                   |  |  |           |  |
|                               |                    | N. Radoslava            | …                    |  |  |       |  |  |                   |  |  |           |  |
|                               |                    | N. Radoslava            |                      |  |  |       |  |  |                   |  |  |           |  |